# Babits Mihály Színház
A Babits Mihály Színházat 2017. május 24-én alapították Esztergomban azzal a céllal, hogy az első magyar fővárosnak, valamint a hozzátartozó régiónak (beleértve Párkányt és a környező magyar településeket) saját társulattal rendelkező kőszínháza legyen. A színház játszóhelye jelenleg a Művelődés Háza (régi zsinagóga).
Az elmúlt öt évadban összesen 12 bemutatót tartottak:
- Jónás könyve
- Cili és Gréti titkos élete
- Szép magyar komédia
- Találkozások önmagammal
- A Sötétben Látó Tündér
- Hruscsov pincére voltam
- Az influencer
- Hogyan legyünk boldogtalanok?
- Hegel halála
- Hamlet
- A gólyakalifa
- Tündérország - János Vitéz

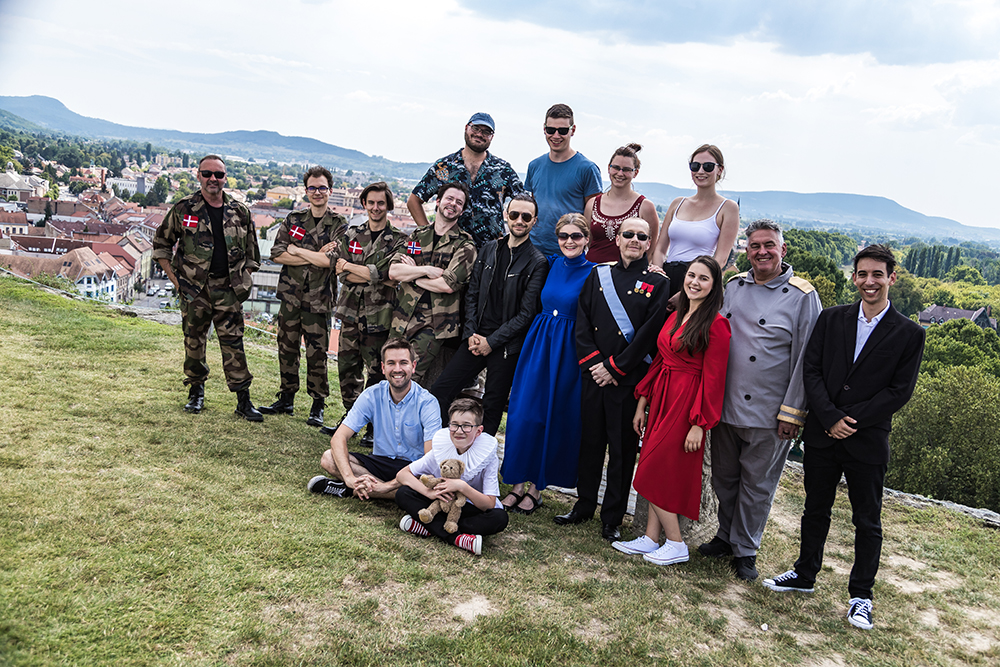
Hamlet

A társulat magja a Színház- és Filmművészeti Egyetemen, illetve Kaposváron végzett színművészekből, valamint fiatal alkotókból áll. A színház kezdettől fogva együttműködött Esztergom más kulturális intézményeivel: több alkalommal is rendhagyó tárlatvezetést (Versek, festmények, imák) tartottak a Keresztény Múzeumban, 2017 és 2018 nyarán pedig különleges koronázási játék keretében elevenítették meg Szent Istvánt és korát a Vármúzeumban. 2018 óta a Babits Mihály Emlékházzal közösen rendezik meg a Babits Pikniket névadójuk előhegyi kertjében, ahol a színház, irodalom és zene találkozik. 2019 óta főszervezői a szovátai Rengeteg Színháznak, ahol az esztergomi vendégelőadások mellett ingyenes drámatáborban vehetnek részt a Maros megyei fiatalok. 2021 nyarán első alkalommal rendezték meg a Babeach – Babits Nyár szabadtéri sorozatukat az esztergomi Mindszenty iskola udvarán, amit az idei évben egy összművészeti minifesztivállá szeretnének fejleszteni.

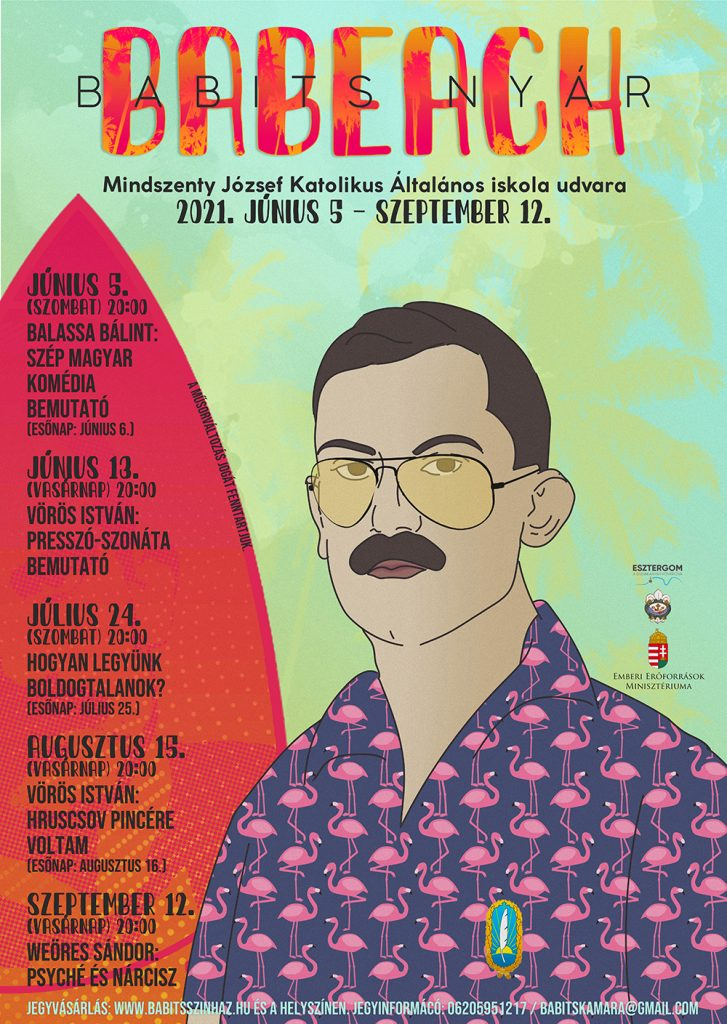
Babeach 2021

A 2020-as tavaszi lezárások alatt művészeik a tanagyag verseinek felolvasásával segítették az érettségire való felkészülést, valamint az online oktatást. A Babits Osztály sorozat részeként összesen 34 videó készült. 2021 májusában Magyarországon elsőként szervezték kirakatszínházi sorozatot az esztergomi Széchenyi téri Ella Divatszalonban. 2021 őszén színházlátogatási akciót hirdettek Esztergom és a régió középiskolái számára, melynek részeként a jelentkező osztályok ingyen tekinthetik meg a tananyag részét képező előadásokat. A színházlátogatási programot a jövőben az általános iskolák és óvodák számára is szeretnék meghirdetni.
A társulat a fentiek mellett Sobieski-emlékesttel emlékezett meg Esztergom felszabadításának 335. évfordulójáról, két nyáron pedig Szent István korát elevenítette meg a Vármúzeumban, egy különleges koronázási játék keretében. Az elmúlt években az ország és határon túl számos pontján, valamint több szakmai fesztiválon vendégszerepeltek az esztergomi előadások (a teljesség igénye nélkül: Budapest, Szeged, Zalaegerszeg, Lendva, Szováta, München, Prága). A színházhoz kötődik továbbá a Játszótér Fesztivál, valamint a Babits Piknik programsorozat szervezése is.